# Chiesa di Sant'Andrea Apostolo (Sommacampagna)
La chiesa di Sant'Andrea Apostolo è la parrocchiale di Sommacampagna, in provincia e diocesi di Verona; fa parte del vicariato di Bussolengo.

## Storia
La prima citazione di una chiesa nel centro di Sommacampagna risale al 1415, anno in cui fu terminata la sua costruzione. Nel XVI secolo la parrocchialità fu trasferita dell'antica pieve di Sant'Andrea, posta presso il cimitero, alla chiesa di Santa Maria, situata al centro del paese.
L'attuale parrocchiale, dedicata a Sant'Andrea in ricordo dell'antica pieve, venne edificata tra su progetto di Adriano Cristofali da Verona tra il 1750 ed il 1762 e consacrata l'11 luglio di quello stesso anno.
Tra il 1916 ed il 1917 fu costruita l'abside; nel 1921 venne realizzata la cappella dei Caduti, nel 1935 il pittore Agostino Pegrassi decorò la chiesa e, nei primi anni 2000, l'edificio venne restaurato